# Ayumi hamasaki ARENA TOUR 2009 A ~NEXT LEVEL~
ayumi hamasaki ARENA TOUR 2009 A ~NEXT LEVEL~ — концертный тур, который длился 7 месяцев, с апреля по октябрь 2009 года. Всего было проведено 35 концертов в 12 городах Японии. Для DVD был записан финал, прошедший на национальном стадионе «Ёёги» (Токио). Шоу создано из альбома NEXT LEVEL и прошлых популярных песен, с десятью сменами красочных костюмов.
20 апреля 2011 года на Blu-ray вышла 3D-запись концерта «A 3D ayumi hamasaki ARENA TOUR 2009 A ~NEXT LEVEL~», собранная из песен, исполненных в разных городах. 20 июля 2011 года оригинальный концерт без дополнительных материалов был переиздан на Blu-ray.
В еженедельном чарте Oricon альбом продержался четырнадцать недель, максимально занятое место — второе.

## Содержание DVD
Диск 1
1. Pieces of SEVEN
2. Rule
3. UNITE!
4. Disco-munication
5. EnergizE
6. Sunrise ~LOVE is ALL~
7. Load of the SHUGYO
8. LOVE 'n' HATE
9. identity
10. In The Corner
11. HOPE or PAIN
12. GREEN
13. Days
14. evolution
15. SIGNAL
16. rollin'
17. Sparkle
18. Bridge to the sky
19. NEXT LEVEL

Диск 2 — encore
1. Curtain call
2. Sunset ~LOVE is ALL~
3. everywhere nowhere
4. Humming 7/4
5. Boys & Girls
6. MY ALL

Диск 3 — bonus
1. Собрание MC
2. Специальное видео (2 шт.)

## Содержание A 3D Blu-ray
1. Piece of SEVEN
2. Rule (Public Domain remix)
3. Sunrise ～LOVE is ALL～
4. identity
5. In The Corner
6. HOPE or PAIN
7. GREEN
8. evolution (Arranged by Yuta Nakano)
9. SIGNAL
10. rollin'
11. Sparkle
12. NEXT LEVEL
13. Humming 7/4
14. Boys & Girls
15. MY ALL